# Hyptis eriocauloides
Hyptis eriocauloides là một loài thực vật có hoa trong họ Hoa môi. Loài này được A.Rich. mô tả khoa học đầu tiên năm 1850.